# Rebecca Waldecker
Rebecca Anne Hedwig Waldecker (Aachen, 1979) é uma matemática alemã, especialista em teoria dos grupos. É professora de álgebra na Universidade de Halle-Wittenberg.

## Formação e carreira
Natural de Aachen, obteve um doutorado na Universidade de Quiel, orientada por Helmut Bender, obtendo em 2014 a habilitação na Universidade de Halle-Vitemberga.
Após pesquisas de pós-doutorado na Universidade de Birmingham, foi professora júnior na Universidade de Halle-Wittenberg em 2009, onde é professora de álgebra desde 2015.

## Livros
Rebecca  Waldecker é autora do livro Isolated Involutions in Finite Groups (Memoirs of the American Mathematical Society, 2013), desenvolvido em sua tese de doutorado.
Com Lasse Rempe-Gillen é co-autora de Primzahltests für Einsteiger: Zahlentheorie, Algorithmik, Kryptographie (Vieweg+Teubner, 2009; 2nd ed., Springer, 2016), um livro sobre testes de primalidade traduzido para o inglês como Primality Testing for Beginners (Student Mathematical Library 70, American Mathematical Society, 2014).
É co-autora É do livro-texto de 2012 Elementare Algebra und Zahlentheorie de Gernot Stroth, em sua segunda edição (Mathematik Kompakt, Springer, 2019).